# Diplazium cordifolium
Diplazium cordifolium är en majbräkenväxtart som beskrevs av Carl Ludwig Blume.
Diplazium cordifolium ingår i släktet Diplazium och familjen Athyriaceae.

## Underarter
Arten delas in i följande underarter:
- Diplazium cordifoliumc integrifolium
- Diplazium cordifolium pariens